# Peter A. Miglus
Peter A. Miglus (* 1954) ist ein Vorderasiatischer Archäologe.

## Leben
Peter Miglus studierte von 1973 bis 1981 die Fächer Vorderasiatische Archäologie und Assyriologie an der Universität Warschau, wo er nach Magisterabschlüssen in Archäologie und Assyriologie 1981 promoviert wurde. Von 1982 bis 1984 war er als Archäologe am Städtischen Museum Göttingen tätig. Danach forschte er an der Universität München und habilitierte sich dort 1995 mit einer Arbeit über die Wohnarchitektur in Babylonien und Assyrien. Anschließend lehrte er an den Universitäten in Halle und Heidelberg. 1996 wurde er wissenschaftlicher Mitarbeiter an der Universität Halle, 2000 an der Universität Heidelberg. Von 2004 bis zu seiner Pensionierung 2021 vertrat er das Fach Vorderasiatische Archäologie am  Institut für Ur- und Frühgeschichte und Vorderasiatische Archäologie der Universität Heidelberg als ao. Professor. Er ist weiterhin in der Forschung und im Feld aktiv.
In den 1990er Jahren nahm er an den Grabungen in Tell Bi`a (Syrien), der antiken Stadt Tuttul, teil. 1997–1998 führte er Untersuchungen in Tell Harmal (Šaduppûm) und 2000–2001 in der ersten assyrischen Hauptstadt Assur (Irak) durch. Zwischen 2009 und 2018 leitete er Feldforschungen in der Schahrazor-Ebene und am Fundort Bakr Awa sowie Dokumentationsarbeiten an den altorientalischen Felsreliefs im irakischen Kurdistan. Seit 2018 forscht er in Ninive (Irak), mit besonderem Schwerpunkt auf dem spätassyrischen Militärpalast auf dem Hügel Nebi Yunus.

## Schriften
Monographien:
- Das Wohngebiet von Assur. Stratigraphie und Architektur (= Wissenschaftliche Veröffentlichungen der Deutschen Orient-Gesellschaft. Nummer 93). 2 Bände, Harrassowitz, Wiesbaden 1996.
- Städtische Wohnarchitektur in Babylonien und Assyrien (= Baghdader Forschungen. Band 22). Mainz 1999.
- mit Eva Strommenger: Tall Bi'a / Tuttul–VIII. Stadtbefestigungen, Häuser und Tempel (= Wissenschaftliche Veröffentlichungen der Deutschen Orient-Gesellschaft. Nummer 103). Saarbrücker Druckerei und Verlag, Saarbrücken 2002.
- mit Eva Strommenger: Tall Bi'a / Tuttul–VII. Der Palast A (= Wissenschaftliche Veröffentlichungen der Deutschen Orient-Gesellschaft. Nummer 114). Harrassowitz, Wiesbaden 2007.
- mit Eva Strommenger: Tall Bi'a / Tuttul–V. Altorientalische Kleinfunde (= Wissenschaftliche Veröffentlichungen der Deutschen Orient-Gesellschaft. Nummer 126). Harrassowitz Verlag, Wiesbaden 2010.
- mit Karen Radner & Franciszek M. Stępniowski: Ausgrabungen in Assur: Wohnquartiere in der Weststadt. Teil I (= Wissenschaftliche Veröffentlichungen der Deutschen Orient-Gesellschaft. Nummer 152). Harrassowitz, Wiesbaden 2016.

Als Herausgeber und Mitautor:
- Ar-Raqqa I. Die frühislamische Keramik von Tall Aswad. Philipp von Zabern, Mainz 1999.
- Altorientalische Variationen zum 90. Geburtstag von Eva Strommenger (= Heidelberger Studien zum Alten Orient. Nummer 17). RB-Verlag. Berlin 2021.
- mit Joaquin M. Córdoba: Assur und sein Umland – Assur y su entorno. ISIMU Nr. 6 (2003). Madrid 2007.
- mit Simone Mühl: Between the Cultures. The Central Tigris Region from the 3rd to the 1st Millennium BC (= Heidelberger Studien zum Alten Orient. Nummer 14). Heidelberger Orientverlag, Heidelberg 2011.
- mit David Kertai: New Research on Late Assyrian Palaces (= Heidelberger Studien zum Alten Orient. Nummer 15). Heidelberger Orientverlag, Heidelberg 2013.

## Einzelbelege
1. ↑  Stuttgarter Nachrichten, Stuttgart Germany: Archäologie: In Stein gemeißelt, von Drohnen fotografiert. Abgerufen am 26. Februar 2021.

| Personendaten    | Personendaten                |
| ---------------- | ---------------------------- |
| NAME             | Miglus, Peter A.             |
| ALTERNATIVNAMEN  | Miglus, Piotr                |
| KURZBESCHREIBUNG | vorderasiatischer Archäologe |
| GEBURTSDATUM     | 1954                         |